# Jazz w Lesie
Jazz w Lesie – doroczny jazzowy, plenerowy festiwal muzyczny organizowany w lipcu w Sulęczynie, w województwie pomorskim.
Jego inicjatorami byli dwaj mieszkańcy Sulęczyna: Jacek Leszewski i Adam Czerwiński. Pierwsza edycja festiwalu (1996 r.) odbywała się w ośrodku wypoczynkowym „Leśny Dwór”, a od 1997 r. przemieniła się w imprezę plenerową w sąsiadującym parku.

## Artyści
Piotr Baron, Adam Czerwiński, Antoni Dębski, Krzysztof Herdzin, Kazimierz Jonkisz, Wojciech Karolak, Emil Kowalski, Leszek Kułakowski, Bernard Maseli, Grzegorz Nagórski, Zbigniew Namysłowski, Jacek i Wojtek Niedzielowie, Piotr Rodowicz, Wojtek Staroniewicz, Tomasz Szukalski, Jarek Śmietana, Michał Urbaniak, Zbigniew Wegehaupt, Piotr Wojtasik, Jan Ptaszyn Wróblewski, Pascal Byvalski, Art Farmer, Garrison Fewell, Bumi Fian, Nigel Kennedy, Bennie Maupin, ]Harvie S, Jean Christoph Tant, Paul Zauner, Ewa Bem, Hamiet Bluiett, Gilad Atzmon.